# Gmina Orle
Gmina Orle (chorw. Općina Orle) – gmina w Chorwacji, w żupanii zagrzebskiej. W 2011 roku liczyła  1975 mieszkańców.